# Panzerbrigade Norwegen
De Panzerbrigade Norwegen was een Duitse Panzerbrigade van de Wehrmacht tijdens de Tweede Wereldoorlog. De brigade was gestationeerd in Noorwegen.

## Krijgsgeschiedenis

### Oprichting
De Panzerbrigade Norwegen werd gevormd op 13 juli 1944 op oefenterrein Trandum bij Oslo uit achterblijvende delen van de uit Noorwegen vertrokken Panzerdivisie Norwegen.

### Inzet
De brigade bestond uit een klein tankbataljon en het Panzergrenadier bataljon Norwegen (later omgedoopt tot "Stormbataljon Norwegen"). De staf van de brigade werd gevormd uit het personeel van de ontbonden Panzerbrigade 21. De brigade werd in januari 1945 naar Narvik verplaatst om een Sovjetoffensief in het noorden van Noorwegen tegen te gaan. Maar ze was nooit betrokken bij gevechten, en capituleerde met het 36e Bergkorps en het 20e Bergleger op 8 mei 1945.

### Einde
Panzerbrigade Norwegen ging in geallieerde gevangenschap vanaf 8 mei 1945 in Noorwegen.

## Commandanten
| Rang           | Naam            | Begin        | Eind       |
| -------------- | --------------- | ------------ | ---------- |
| Oberstleutnant | Georg Maetschke | 13 juli 1944 | 8 mei 1945 |